# ジョヴァンニ・バッティスタ・バッサーノ
ジョヴァンニ・バッティスタ・バッサーノ（Giovanni Battista Bassano）として知られるジョヴァンニ・バッティスタ・ダル・ポンテ（Giovanni Battista Dal Ponte、1553年3月4日 - 1613年3月9日）は、イタリアの画家である。有名な画家ヤコポ・バッサーノの4人の息子の一人である。父親のスタイルを継承し、父親の作品の模写でも知られる。

## 略歴
現在のヴェネト州のバッサーノ・デル・グラッパで生まれた。父親のヤコポ・バッサーノ（別名:ヤコポ・ダル・ポンテ、1510年頃-1592年）は盛期ルネサンスのヴェネツィア派の画家であった。兄弟のフランチェスコ・バッサーノ、レアンドロ・バッサーノ、およびジローラモ・バッサーノも画家となった。
1593年にバッサーノの画家ルカ・マルティネッリ（Luca Martinelli: 1629年没）とともにロザの教会の祭壇画を描いた。1598年に描いた作品も後に火災で損傷を受けたが、現在もバッサーノ市美術館（Museo civico di Bassano del Grappa）に収蔵されている。
また父親の作品の優れた模写作品を残したことでも知られている。

## 作品

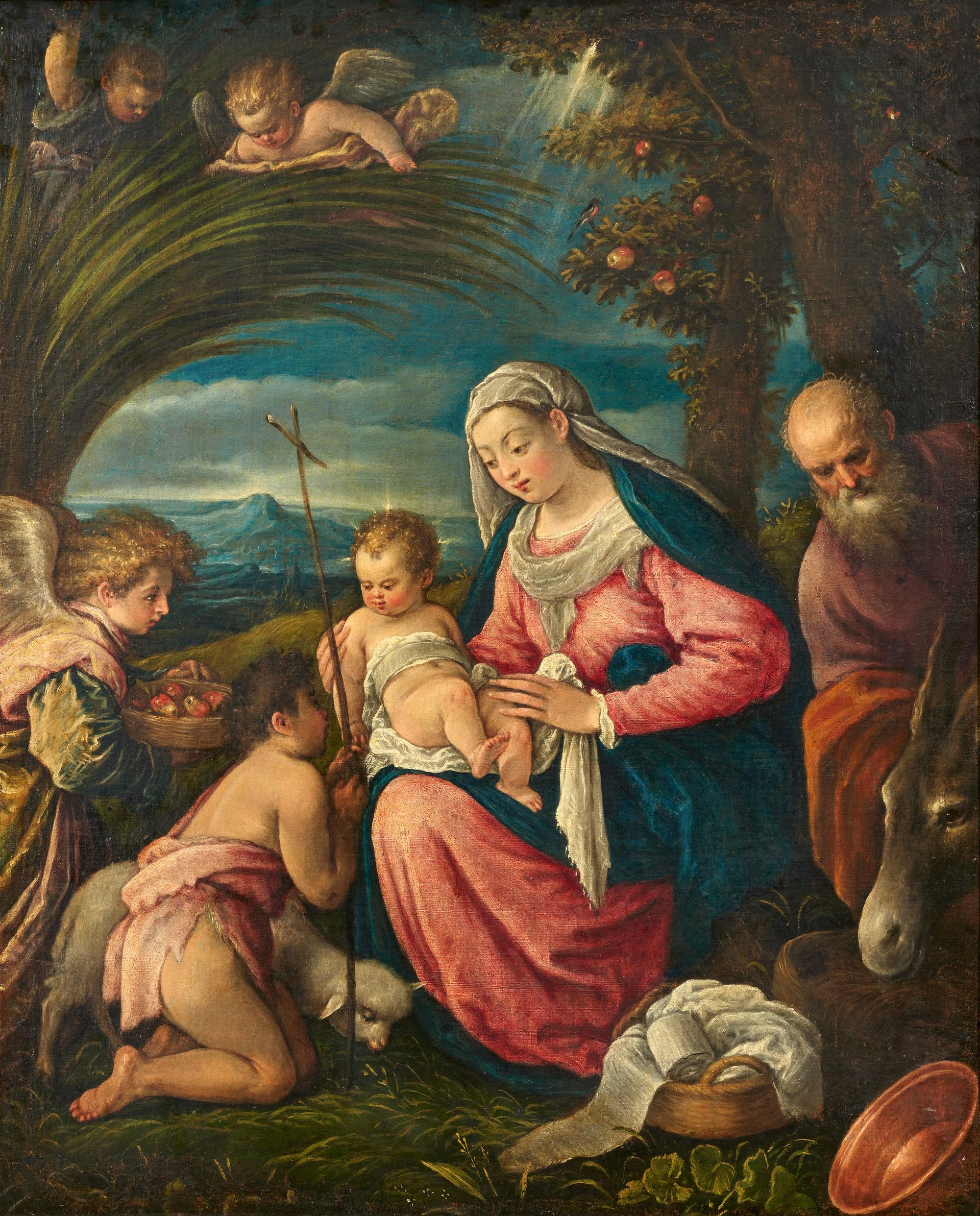
聖家族と聖ヨハネと天使
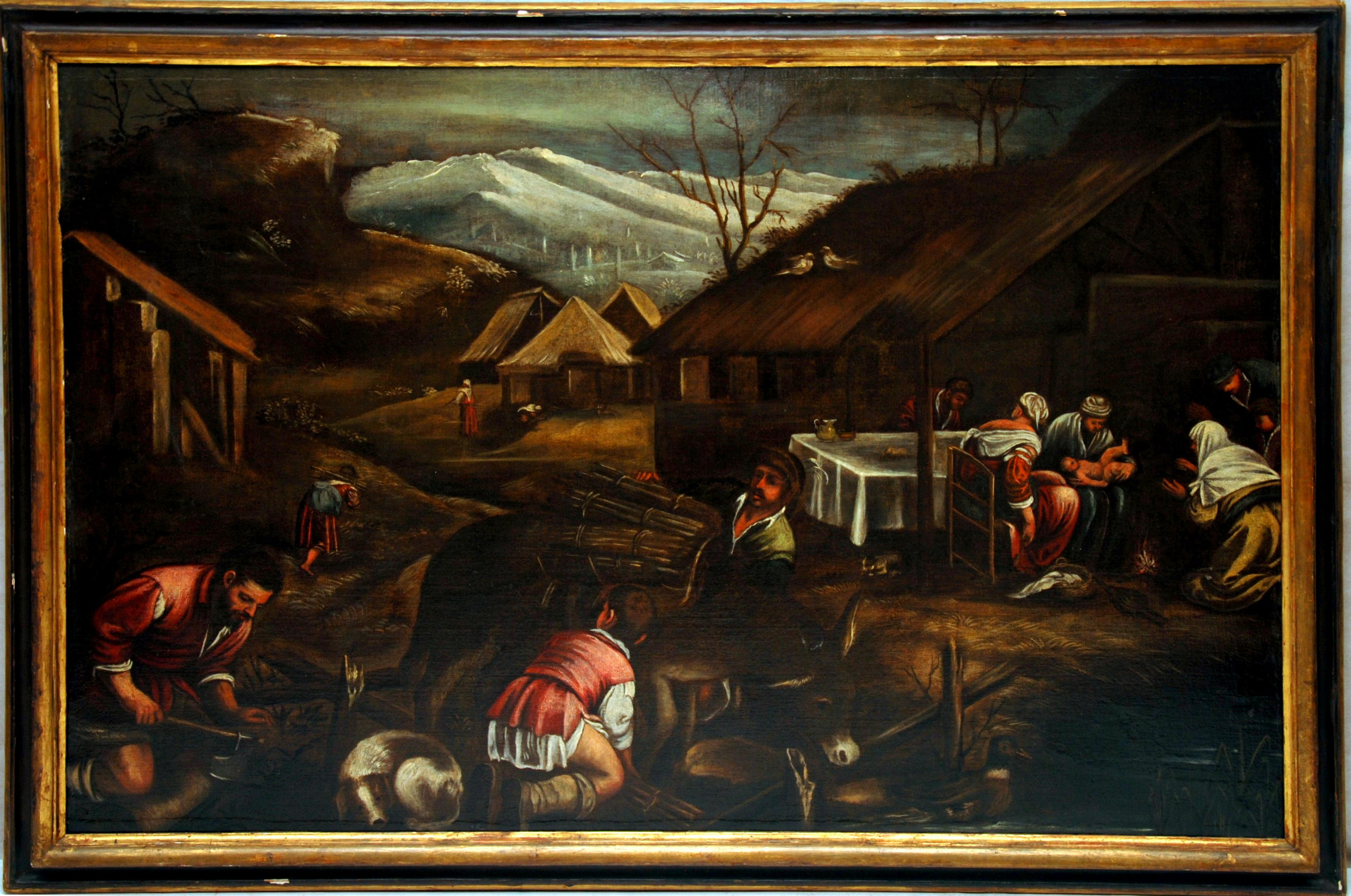
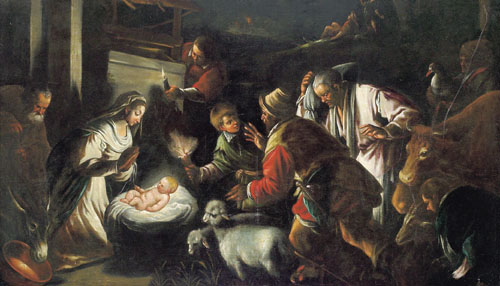
羊飼いの礼拝